# Karol Szenajch
Karol Wilhelm Szenajch (* 11. Februar 1907 in Warschau; † 1. August 2001 in Montréal, Québec, Kanada) war ein polnischer Eishockeyspieler. Sein Cousin Aleksander Szenajch nahm als Leichtathlet ebenfalls für Polen an den Olympischen Spielen teil.

## Karriere
Karol Szenjach nahm für die polnische Eishockeynationalmannschaft an den Olympischen Winterspielen 1928 in St. Moritz teil, bei denen er zu einem Einsatz bei der 2:3-Niederlage gegen die Tschechoslowakei kam. Auf Vereinsebene spielte er für Legia Warschau. Später wanderte er nach Montréal aus, wo er auch starb.